# Les Amants de Francfort
Les amants de Francfort  est un roman de l'écrivain Michel Quint paru en 2011.

## Synopsis
Florent Vallin directeur des éditions En Colère, participe pour la première fois à la foire du livre de Francfort en 2009, la Buchmesse, cette maison qu'il a créée grâce à l'héritage de son père, assassiné par l'extrême gauche allemande. Il y fait la connaissance de gens étranges : Sandor, écrivain raté toujours en veine d'histoires vraies ou fausses ; Fitz, agent littéraire d'une grande maison d'édition ; et Lena Vogelsang dont il tombe vite amoureux.
Ils ont une courte liaison pendant leur séjour à Francfort. Dans leur hôtel, un couple peu sympathique, qui semble proche du monde des néo-nazis, est assassiné. Lena et Sandor seront un moment suspectés. Quand Florent rentre à Paris, il apprend que sa femme Clémence Debaisieux est atteinte d'une tumeur au cerveau. À l'occasion de recherches généalogiques, il apprend aussi que le grand-père Louis Debaisieux, dont on dit qu'il a été déporté  pendant la guerre, a été volontaire pour le STO, travaillant dans une ferme en Bavière.
L’intrigue conduit le lecteur dans l'Allemagne des années 1970, à l’époque des attentats de la Fraction armée rouge et des premières tentatives de renaissance des mouvements national-socialistes.

## Informations complémentaires
Bibliographie

- À l'encre rouge, Rivages, 1985  (ISBN 2743609257)
- Sanctus, Terrain Vague, 1990  (ISBN 2852081202)
- Le Bélier noir, Rivages, 1994  (ISBN 2-86930-720-9)
- Max, Perrin, 2008  (ISBN 9782262027599)
- Les Joyeuses, Stock, 2009  (ISBN 9782234062207)
- Avec des mains cruelles, Joëlle Losfeld, 2010  (ISBN 9782070787852)

Liens externes
- Présentation vidéo